# Laila Kaland
Laila Kaland (* 8. Januar 1939 in Gloppen; † 30. Dezember 2007) war eine norwegische Politikerin (Arbeiderpartiet).

## Karriere
1985 wurde sie erstmals ins Parlament gewählt. Sie vertrat dort Møre og Romsdal. Dreimal wurde sie wiedergewählt. Von 1981 bis 1985 war sie stellvertretende Repräsentantin.